# Шествие слонов. Въезд принца Уэльского в Джайпур в 1876 году
«Шествие слонов. Въезд принца Уэльского в Джайпур в 1876 году» (другое название — «Будущий император Индии») — картина русского художника Василия Верещагина. Полотно считается одним из самых больших произведений в мире, написанных на одном холсте.
Площадь холста ок. 34,65 кв. м. С учётом рамы выставляемое произведение занимает более 35 кв. м (можно встретить упоминания о габаритах 7,6 м на 5,1 м).

## История создания и дальнейшая судьба
Верещагин задумал написание данной картины во время своей первой поездки в Индию (1874—1876). Во время визита в Джайпур Верещагин стал свидетелем торжественной процессии в честь прибытия в город принца Уэльского Эдуарда, будущего правителя Британской империи. Работа над полотном была закончена в 1879 году. В этом же году картина выставлялась в Лондоне, где её лицезрел сам принц Эдуард.

Процессии на слонах не были редкостью в Индии и тем более в Раджастане. Местные махараджи и высокопоставленные британцы периодически выезжали на улицы на слонах, что нашло своё отражение на миниатюрах. Доподлинно неизвестно, встречал ли Верещагин подобные изображения или же вдохновился непосредственно увиденным, однако сюжет картины нельзя считать полностью оригинальным. Известны и более поздние изображения процессий на слонах. Например, гравюра Джозефа Нэша, опубликованная в год поездки Верещагина по Соединённым Штатам.
Во время турне Верещагина по США (1891 г.) картина была куплена американским предпринимателем Эдвардом Малли (Edward Malley) из Нью-Хейвена за $4125. Сам Малли представлял произведение как «картину на $10000». Цена, предложенная Малли, была ниже ожиданий художника, но из-за внушительных габаритов картины мало кто из частных коллекционеров мог позволить себе разместить произведение мастера у себя дома. Основным бизнесом Малли была торговля одеждой, товарами для дома и книгами. Предприниматель разместил картину в отделе Восточной Индии своего большого универмага для привлечения покупателей. В 1875 и 1882 магазин Малли пострадал от пожаров. Ущерб достигал колоссальной для того времени суммы $175000, поэтому Малли мог рассматривать покупку картины как инвестицию. В пользу этой версии говорит и то, что после того, как картина "отработала" своё в универмаге, Малли продал полотно новому владельцу за $26000.
Есть расхождения относительного того, кто приобрёл картину у Малли. По одним сведениям, «Шествие слонов» купил вице-король Индии Джордж Керзон для Мемориала Виктории, построенного в память о недавно ушедшей королеве. По другим сведениям, в 1905 году картину у Малли выкупил махараджа Джайпура Мадхо Сингх Второй, который якобы подарил полотно музею. Как бы то ни было, с начала XX века и по сей день картина находится в Калькутте.
По неподтверждённой информации, во время визита советской делегации в Индию в 1955 году Никита Хрущёв выразил пожелание привезти картину в СССР.
К 1990-м гг. состояние картины серьёзно ухудшилось. Требовалась реставрация, которую провели несколько десятилетий спустя. Представители Третьяковской галереи хотели видеть полотно на выставке Верещагина, проходившей в 2018 году, однако индийская сторона, сославшись на хрупкое состояние картины, не дала разрешения на её перевозку. Отреставрированное полотно представили в Мемориале Виктории в 2020 году.

## Описание
На картине изображена пышная процессия из, как минимум, пяти богато украшенных слонов, перевозящих статусных представителей Британии и местной знати. Во главе колонны на ведущем слоне едут Альберт Эдуард, принц Уэльский, махараджа Джайпура Рама Сингх Второй и сэр Альфред Лайалл, британский чиновник, историк и поэт. На втором слоне за ними следует бывший губернатор Бомбея сэр Генри Бартл Фрер, на третьем слоне сэр Самюэль Браун, офицер кавалерии. Их сопровождают конные и пешие воины, а также знаменосцы и глашатаи. Шествие встречают толпы жителей Джайпура. Шествие направляется в сторону дворца махараджей по Амер Чаупар, одной из трёх городских площадей города, отстроенных его основателем Савай Джай Сингхом. На картине показана часть площади, которую украшают здания, построенные в индийском стиле из белого камня, включая королевский дворец на заднем плане.